# サンデー島 (キング湾)
サンデー島 (Sunday Island) は西オーストラリア州キンバリー地域沿岸沖にある島。キング湾の入り口、ダンピア半島北端のLeveque岬から数キロ東に位置し、バッカニア諸島の南西端にあたる。面積1198ヘクタール。周辺にはイーストサンデー島、アローラ島、プールンジン島、ウェストロー島といった島がある。この島はバルディ族の居住地であった。
島の主な植物はAlysicarpus suffruticosusや、Eriachne semiciliata、動物はホウロクシギ、オーストラリアイシチドリ、オオアジサシ、マミジロアジサシ。